# Stan Huygens Journaal
Het Stan Huygens Journaal is de societyrubriek in het Nederlandse dagblad De Telegraaf. De lezer wordt erin op de hoogte gehouden van het wel en wee van diplomaten, politici, zakenmensen en bekende Nederlanders, dit alles rijkelijk voorzien van op recepties en feesten genomen foto's. Wijnen en gastronomie zijn onderwerpen die vaak terugkomen. De naam is een verwijzing naar de zeventiende-eeuwse kroniekschrijver Constantijn Huygens jr.
Vooral journalist Thomas Lepeltak (1940-2023), die tussen 1971 en 2003 de rubriek schreef, werd het gezicht van het Stan Huygens Journaal. In 2003 volgde Sjuul Paradijs hem op en in 2005 werd Willem Kool de nieuwe 'Stan Huygens'. Pieter Klein Beernink nam halverwege 2021 de rubriek van hem over.
De bedenker van het Stan Huygens Journaal was Paul de Casparis, die de rubriek vanaf 1957 vulde. Naarmate het succes bij de lezers toenam, kreeg de rubriek steeds meer ruimte. 